# كنزة حجار
كنزة حجار ( بالإنجليزية Kenza Hadjar)  من مواليد 24 ديسمبر 1992م، هي لاعبة كرة قدم جزائرية تلعب كلاعبة خط وسط لنادي الشعلة السعودي ومنتخب الجزائر للسيدات.

## المسيرة الكروية
وكانت حجار قد لعبت مع نادي الأمن الوطني في الجزائر.
ولعبت حجار في المملكة العربية السعودية مع ثلاثة أندية مختلفة، حيث لعبت في البداية مع نادي اليمامة في الدوري السعودي الممتاز للسيدات موسم 2022/2023م، ثم انتقلت للعب مع نادي البيرق في دوري الدرجة الأولى موسم 2023/2024م، وتلعب حجار في موسم 2024/2025م مع نادي الشعلة الرياضي في دوري الدرجة الأولى.

## المسيرة الدولية
شاركت كنزة حجار مع المنتخب الجزائري على مستوى الكبار، وذلك خلال كأس العرب للسيدات 2021م. 

## روابط خارجية
- كنزة حجار على إنستغرام